# Lithostege duroata
Lithostege duroata är en fjärilsart som beskrevs av Thierry-mieg 1894. Lithostege duroata ingår i släktet Lithostege och familjen mätare. Inga underarter finns listade i Catalogue of Life.